# Бермикур
Бермикур (фр. Bermicourt) насеље је и општина у североисточној Француској у региону Север-Па д Кале, у департману Па де Кале која припада префектури Арас.
По подацима из 2011. године у општини је живело 154 становника, а густина насељености је износила 27,85 становника/km². Општина се простире на површини од 5,53 km². Налази се на средњој надморској висини од 135 метара (максималној 142 m, а минималној 95 m).

## Демографија
| 1962. | 1968. | 1975. | 1982. | 1990. | 1999. | 2011. |
| ----- | ----- | ----- | ----- | ----- | ----- | ----- |
| 153   | 159   | 146   | 143   | 127   | 128   | 154   |

График промене броја становника у току последњих година